# 10 ربيع الأول
- السبت
- الأحد
- الاثنين
- الثلاثاء
- الأربعاء
- الخميس
- الجمعة

- 2731 أغسطس 2024
- 281 سبتمبر 2024
- 292 سبتمبر 2024
- 303 سبتمبر 2024
- 14 سبتمبر 2024
- 25 سبتمبر 2024
- 36 سبتمبر 2024
- 47 سبتمبر 2024
- 58 سبتمبر 2024
- 69 سبتمبر 2024
- 710 سبتمبر 2024
- 811 سبتمبر 2024
- 912 سبتمبر 2024
- 1013 سبتمبر 2024
- 1114 سبتمبر 2024
- 1215 سبتمبر 2024
- 1316 سبتمبر 2024
- 1417 سبتمبر 2024
- 1518 سبتمبر 2024
- 1619 سبتمبر 2024
- 1720 سبتمبر 2024
- 1821 سبتمبر 2024
- 1922 سبتمبر 2024
- 2023 سبتمبر 2024
- 2124 سبتمبر 2024
- 2225 سبتمبر 2024
- 2326 سبتمبر 2024
- 2427 سبتمبر 2024
- 2528 سبتمبر 2024
- 2629 سبتمبر 2024
- 2730 سبتمبر 2024
- 281 أكتوبر 2024
- 292 أكتوبر 2024
- 303 أكتوبر 2024
- 14 أكتوبر 2024

10 ربيع الأوَّل أو 10 ربيع الأنوار أو يوم 10 \ 3 (اليوم العاشر من الشهر الثالث) هو اليوم التاسع والستين من أيَّام السنة (أو السبعين لو كان شهر صفر مُتممًا لليوم الثلاثين) وفق التقويم الهجري القمري (العربي). يبقى بعده 285 أو 286 يومًا لانتهاء السنة.

## أحداث
- 1 هـ - وصول الرسول محمد إلى المدينة المنورة من مكة في ما يعرف بالهجرة النبوية. هذا اليوم يمثل بداية التقويم الهجري وهو يوافق 21 سبتمبر 622م.
- 362 هـ - رحيل المعز لدين الله الفاطمي من قابس أثناء توجهه نحو مصر لفتحها.
- 465 هـ - مقتل السلطان السلجوقي ألب أرسلان على يد أحد الثائرين واسمه يوسف الخوارزمي.
- 979 هـ - نجاح الدولة العثمانية في فتح جزيرة قبرص التي كانت مصدر خطر عليها، وضمِّها إلى دولتها.
- 1004 هـ - مقتل 4 آلاف مسلم في مدينة بوخارست ذبحًا بالسيف، أثناء عصيان عدد من الإمارات في المجر ورومانيا للدولة العثمانية، وكان غالبية القتلى من التجار الترك.
- 1271 هـ - والي مصر محمد سعيد باشا يمنح الفرنسي فرديناند دي لسبس امتياز حفر قناة السويس.
- 1324 هـ - اقرار اتفاقية بين المملكة المتحدة والدولة العثمانية تقضي بضم شبه جزيرة سيناء إلى مصر وذلك لتحقيق خطه بريطانية بأن تبقى قناة السويس في أراضي مصرية خاضعه لبريطانيا ولا تنازعها عليها دولة أخرى مجاورة.
- 1335 هـ - فرنسا والمملكة المتحدة تعترفان بالشريف حسين بن علي الهاشمي ملكًا على المملكة الحجازية الهاشمية.
- 1341 هـ - المجلس الوطني التركي الكبير الذي يرأسه مصطفى كمال أتاتورك يقرر إلغاء السلطنة في الدولة العثمانية، وكانت تلك الخطوة الأولى التي انتهت بإلغاء الخلافة الإسلامية.
- 1348 هـ - اندلاع «انتفاضة البراق» في القدس وذلك ردًا على مطالبة اليهود بالاستيلاء على حائط البراق، وقد قمع البريطانيون الانتفاضة بقوة وصفت بالوحشية.
- 1424 هـ - بدأ أول بث تلفزيوني لقناة الإصلاح التابعة للحركة الإسلامية للإصلاح.
- 1425 هـ - بداية انسحاب قوات مشاة البحرية الأمريكية من مدينة الفلوجة العراقية بعد معارك ضارية.
- 1426 هـ - وفاة النائب اللبناني باسل فليحان متأثرًا بجروحه التي أصيب بها في حادث اغتيال رئيس الوزراء الأسبق رفيق الحريري قبل نحو شهران.
- 1432 هـ - المجلس الأعلى للقوات المسلحة الحاكم في مصر يصدر إعلانًا دستوريًا يعلن فيه حل مجلسي الشعب والشورى ويعلق العمل بالدستور، ويعلن توليه إدارة شئون البلاد بصفة مؤقتة لستة أشهر أو لحين إجراء الانتخابات البرلمانية والرئاسية.

## مواليد
- 661 هـ - ابن تيمية، فقيه مجتهد وأحد أئمة العلم في القرن السابع الهجري.
- 1104 هـ - محمد هاشم التتوي، عالم دين.
- 1349 هـ - علي السيستاني، مرجع ديني شيعي.
- 1371 هـ - أحمد الحمود الجابر الصباح، النائب الأول لرئيس مجلس الوزراء ووزير الداخلية الكويتي.
- 1373 هـ - صالح الحمر، ممثل ومخرج كويتي.
- 1392 هـ - أحمد عزمي، ممثل مصري.
- 1394 هـ - لارا الصفدي، ممثلة أردنية.
- 1399 هـ -
  - توكل كرمان، صحافية وناشطة سياسية يمنية حاصلة على جائزة نوبل للسلام.
  - دوللي شاهين، ممثلة ومغنية لبنانية.
  - نواف القطان، مذيع كويتي.
- 1401 هـ -
  - أحمد شعيب، ممثل سعودي.
  - الحجي ضيوف، لاعب كرة قدم سنغالي.

## وفيات
- 179 هـ - مالك بن أنس، فقيه ومحدِّث مسلم، وثاني الأئمة الأربعة عند أهل السنة والجماعة، وصاحب المذهب المالكي.
- 465 هـ - ألب أرسلان، سلطان سلجوقي.
- 918 هـ - بايزيد الثاني، السلطان الثامن في سلسلة سلاطين الدولة العثمانية.
- 1415 هـ - علوية جميل، ممثلة مصرية.
- 1426 هـ - باسل فليحان، سياسي واقتصادي لبناني.
- 1430 هـ - بدر القطامي، رسام تشكيلي كويتي.
- 1433 هـ - نسيب لحود، سياسي لبناني.
- 1435 هـ - أرئيل شارون، رئيس وزراء إسرائيلي.
- 1439 هـ - شادية، ممثلة ومغنية مصرية.

## وصلات خارجية
- موقع قصة الإسلام: حدث في شهر ربيع الأوَّل.